# Slag bij Tapae (101)

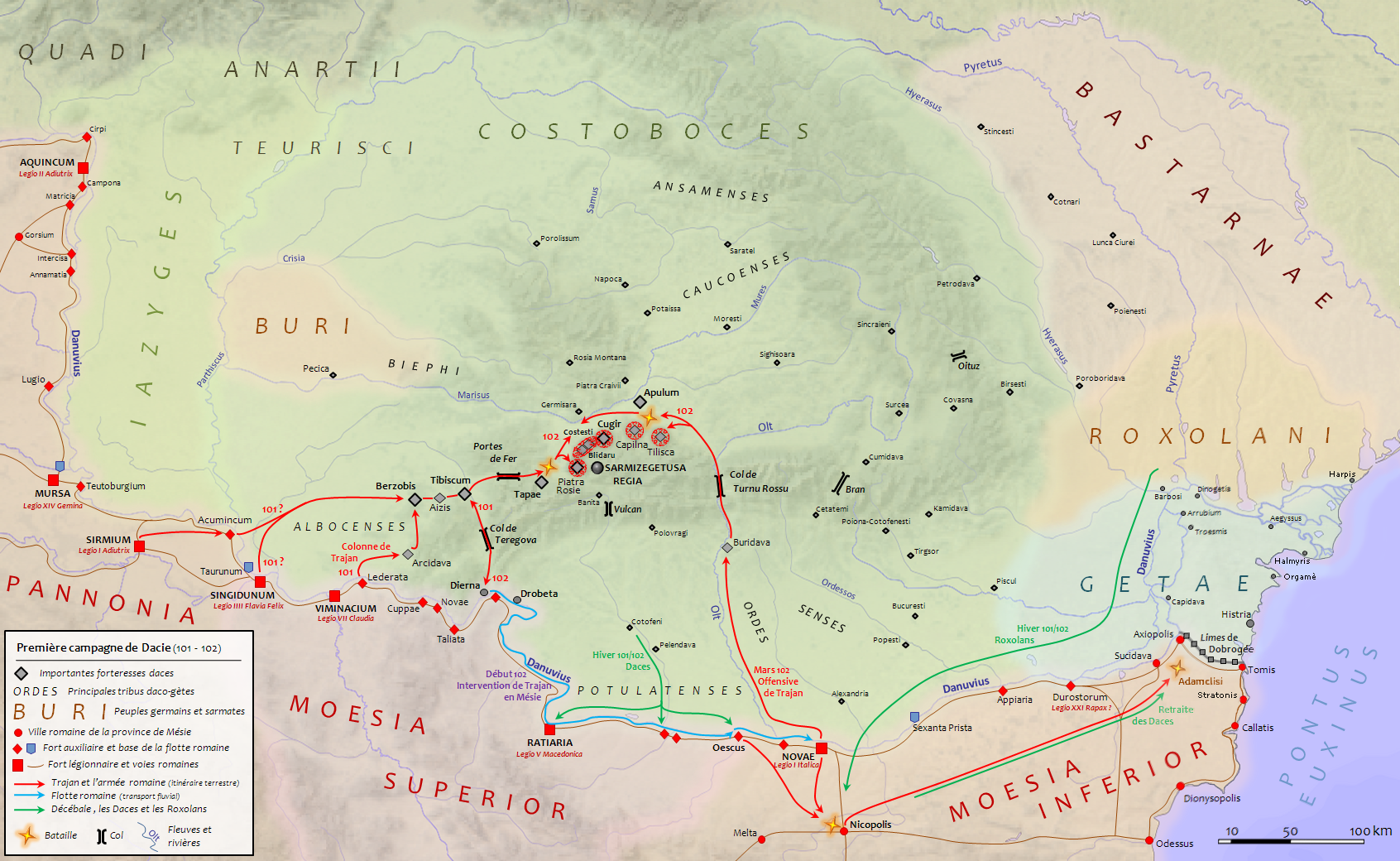
Trajanus' campagne 101-102

De Tweede Slag bij Tapae was de eerste oorlog tijdens de Dacische Oorlogen, waarbij keizer Trajanus koning Decebalus versloeg. De volledige eerste campagne werd afgerond in 102.

## Achtergrond
De voorganger van Trajanus, keizer Domitianus, had reeds een campagne gevoerd tegen de Daciërs in het jaar 88, de Eerste Slag bij Tapae. Na de veldslag werd vrede gesloten en werd Decebalus erkend als koning. In de loop van de jaren werd hij opnieuw als bedreiging beschouwd. Bij zijn aantreden stopte Trajanus de samenwerking.

## Slag
Behalve de negen Romeinse legioenen die al aan de Donaulimes waren gestationeerd, bracht Trajanus er nog twee mee en creëerde hij twee nieuwe legioenen. Het Romeinse leger stak de Donau over ter hoogte van Viminacium en drongen Dacië binnen. Zoals in 88 ontmoetten de legers elkaar bij Tapae. De Daciërs verzetten zich hevig, maar toen er een storm uitbrak, zagen de Daciërs dat als een teken van de goden en trokken zich terug. 

## Vervolg
De winter naderde en Trajanus besloot te wachten tot de lente om zijn offensief op Sarmizegetusa verder te zetten. Decebalus profiteerde van de situatie en in de winter van 101 op 102 viel hij de Romeinse provincie Moesië binnen. Na nog eens te zijn verslagen tijdens de Slag bij Adamclisi in 102 sloten beide partijen vrede. 